# Grewia tenax
Grewia tenax es una especie del género Grewia nativo del norte de África: Sahara meridional y central y habita matorrales, estepas y roquedos de zonas desérticas y predesérticas.

## Descripción
Es un arbusto subtropical de hasta 1,5 m de altura, pero que puede hacerse más alto en el Sahel. Porte irregular, muy tortuoso, rastrero debido a las duras condiciones edafo-climáticas en las que vive. Tallos y ramas viejas con corteza pardo-grisácea. Hojas más o menos suborbiculares; en la misma planta pueden aparecer hojas anchamente ovadas u obovadas, a veces son un poco más anchas que largas; pueden acabar en punta aguda o muy redondeada, ligeramente onduladas, margen dentado, glabrescentes de color verde intenso por el haz y un poco más claras por el envés; con peciolo de 4-10 mm. Flores solitarias o en parejas. Cáliz con 5 sépalos oblongos, agudos, coriáceos, blancos más cortos que los sépalos. Estambres numerosos, anteras amarillo-pálido. Fruto drupáceo con 1-4 lóbulos (normalmente 2) de 3-6 mm de diámetro, subglobulosos, anaranjados. Florece de abril a junio y fructifica de junio a agosto. Puede verse flor y fruto al mismo tiempo